# Só pra Brilhar
Só Pra Brilhar é o quarto álbum de estúdio da banda de reggae brasileira Chimarruts, lançado em 9 de julho de 2010 pela gravadora EMI. Dentre as compositoras do álbum está a cantora Gisele de Santi.
Em abril de 2011, o disco ganhou uma edição especial com um DVD homônimo, apresentando o documentário sobre a produção do disco.

## Singles
O primeiro single o álbum, "Do Lado de Cá" foi lançado em julho de 2010.
A canção "Em Busca da Fé" foi selecionada como single em 30 de novembro de 2011 em Airplay. O videoclipe foi lançado em 1º de janeiro de 2012, no vídeo participam várias organizações sociais.

## Faixas
| N.º | Título                       | Compositor(es)                   | Duração |  |
| 1.  | "Roots Dance"                |                                  | 3:33    |  |
| 2.  | "Do Lado de Cá"              | Gisele De Santi/Fabricio Gambogi | 3:03    |  |
| 3.  | "Quando O Amor Bate a Porta" |                                  | 3:38    |  |
| 4.  | "Pode Ir Agora"              |                                  | 3:16    |  |
| 5.  | "Luz e Vida"                 |                                  | 3:40    |  |
| 6.  | "Pergunto a Lua"             | Gisele De Santi/Fabricio Gambogi | 3:07    |  |
| 7.  | "Novo Começo"                |                                  | 4:21    |  |
| 8.  | "Em Busca da Fé"             |                                  | 3:43    |  |
| 9.  | "Cupido"                     |                                  | 3:20    |  |
| 10. | "Outono"                     | Gisele De Santi                  | 3:11    |  |
| 11. | "Dia Especial"               |                                  | 3:30    |  |
| 12. | "Presente de Deus"           |                                  | 3:23    |  |
| 13. | "Só Pra Brilhar"             |                                  | 3:33    |  |
| 14. | "Meu Erro" (Bônus Track)     |                                  | 3:00    |  |

## Histórico de lançamento
| País        | Data               | Formato         | Gravadora |
| ----------- | ------------------ | --------------- | --------- |
| Brasil      | 9 de julho de 2010 | download digial | EMI       |
| Colômbia    | 9 de julho de 2010 | download digial | EMI       |
| México      | 9 de julho de 2010 | download digial | EMI       |
| Reino Unido | 9 de julho de 2010 | download digial | EMI       |